# Rostocker Osthafenkurs
Der Rostocker Osthafenkurs war von 1952 bis 1954 eine temporäre Motorsport-Rennstrecke in Rostock. Die Streckenlänge betrug 4,6247 km.
Auf der Rennstrecke fanden nationale Auto- sowie Motorradrennen mit und ohne Beiwagen statt. Klassen waren u. a. Formel 2, Rennwagen und bei Motorrädern sowie verschiedene Hubraumklassen der Beiwagenmotorräder (auch als Gespanne oder Dreiradfahrzeuge bezeichnet).

## Streckenbeschreibung
Die Rennstrecke war ein 4,6247 Kilometer langer Rundkurs im Osten der Stadt, nahe der Unterwarnow in den heutigen Ortsteilen Dierkow-Ost und Brinckmansdorf. Die Strecke führte über Gutenbergstraße, Hinrichsdorfer Straße, Dierkower Damm und Petridamm. Fahrerlager, Boxen, Start und Ziel befanden sich in der Gutenbergstraße an der Schule.
Die vier wichtigsten Kurven bekamen besondere Bezeichnungen. Die Kreuzung Gutenberg-Hinrichsdorfer Straße wurde als „Kurve der Jugend“ bezeichnet. Von der Hinrichsdorfer Straße gelangte man über die „Kurve der Werften“ auf den Dierkower Damm. Die Kurve vom Dierkower Damm in den Petridamm wurde nach dem Besitzer des dortigen Zigarrengeschäfts als „Matthias-Berger-Kurve“ benannt. Vom Petridamm in die Gutenbergstraße gab es die „Kurve des Friedens.“
Die Streckenführung des Osthafenkurses ist in weiten Teilen heute noch vorhanden. Einzig der Petridamm ist heute nach der Anlage der Rövershäger Chaussee eine Sackgasse.

## Veranstaltungen

### Rostocker Osthafenkurs 1952
Am 20. April 1952 erfolgte die Einweihung der Rennstrecke mit dem ersten Lauf der DDR-Straßenmeisterschaft für Motorräder und Wagen vor geschätzten 100.000 Zuschauern. Paul Greifzu errang hier seinen letzten Sieg, bevor er auf der Dessauer Rennstrecke tödlich verunglückte.
| Klasse                                          | Fahrer (Beifahrer)               | Fahrzeug     |
| ----------------------------------------------- | -------------------------------- | ------------ |
| Gespanne Klasse Cs bis 500 cm³ (Lizenzfahrer)   | Ernst Ebersberger / Hans Strauss | BMW          |
| Motorräder Klasse 4 bis 125 cm³ (Lizenzfahrer)  | Erhart Krumpholz                 | IFA-DKW      |
| Motorräder Klasse A bis 250 cm³ (Lizenzfahrer)  | Karl-Heinz Kirchner              | NSU          |
| Motorräder Klasse B bis 350 cm³ (Ausweisfahrer) | Hans Franke                      | Viktoria     |
| Motorräder Klasse B bis 350 cm³ (Lizenzfahrer)  | Hans Baltisberger                | AJS          |
| Motorräder Klasse C bis 500 cm³ (Ausweisfahrer) | Jonny Grotheer                   | BMW          |
| Motorräder Klasse C bis 500 cm³ (Lizenzfahrer)  | Rudi Knees                       | Norton       |
| Sportwagen Klasse G bis 1100 cm³                | Siegfried Latarius               | LSH-Eigenbau |
| Sportwagen Klasse E bis 2000 cm³                | Theo Helfrich                    | Veritas      |
| Rennwagen Formel 2 bis 2000 cm³                 | Paul Greifzu                     | BMW          |
| Rennwagen Formel 3 bis 500 cm³                  | Adolf Lang                       | Cooper       |

### Rostocker Osthafenkurs 1953
Ein Jahr später fand am 28. Juni 1953 das zweite Rostocker Osthafenkursrennen statt. Wegen des Arbeiteraufstandes vom 17. Juni und dem damit vom sowjetischen Militärkommandanten Oberst Barinow für Rostock verhängten Ausnahmezustand konnte das Rennen erst eine Woche später wie ursprünglich geplant beginnen.
| Klasse                                          | Fahrer (Beifahrer)           | Fahrzeug |
| ----------------------------------------------- | ---------------------------- | -------- |
| Gespanne Klasse Cs bis 500 cm³ (Lizenzfahrer)   | Fritz Bagge / Kurt Schönherr | BMW      |
| Motorräder Klasse 4 bis 125 cm³ (Ausweisfahrer) | Jürgen Düriing               | DKW      |
| Motorräder Klasse A bis 250 cm³ (Lizenzfahrer)  | Rolf Heilmann                | AWO-RS   |
| Motorräder Klasse B bis 350 cm³ (Ausweisfahrer) | Max Byczkowski               | Norton   |
| Motorräder Klasse C bis 500 cm³ (Lizenzfahrer)  | Kurt Schulze                 | BMW      |
| Sportwagen Klasse G bis 1100 cm³                | Richard Trenkel              | Porsche  |
| Rennwagen Formel 3 bis 500 cm³                  | Kurt Ahrens                  | Scampolo |

### Rostocker Osthafenkurs 1954
Am 4. Juli 1954 fand das letzte Rennen „Rund um den Rostocker Osthafenkurs“ statt.
| Klasse                                          | Fahrer (Beifahrer)           | Fahrzeug |
| ----------------------------------------------- | ---------------------------- | -------- |
| Gespanne Klasse Cs bis 500 cm³ (Lizenzfahrer)   | Fritz Bagge / Kurt Schönherr | Norton   |
| Motorräder Klasse 4 bis 125 cm³ (Ausweisfahrer) | Horst Fügner                 | IFA      |
| Motorräder Klasse A bis 250 cm³ (Lizenzfahrer)  | Hans-Joachim Scheel          | AWO      |
| Sportwagen Klasse G bis 1100 cm³                | Paul Bulla                   | Porsche  |
| Sportwagen Klasse F bis 1500 cm³                | Richard Trenkel              | Porsche  |